# Cyrtandra digitaliflora
Cyrtandra digitaliflora är en tvåhjärtbladig växtart som beskrevs av Brian Laurence Burtt. Cyrtandra digitaliflora ingår i släktet Cyrtandra och familjen Gesneriaceae. Inga underarter finns listade i Catalogue of Life.